# Tiocianát
A tiocianát (vagy régebbi nevén rodanid) az [SCN]− anionnak, a tiociánsav konjugált bázisának a neve. Közönséges származékai közé tartozik a színtelen kálium-tiocianát és nátrium-tiocianát só. Ugyancsak tiocianátoknak nevezik az SCN funkciós csoportot tartalmazó szerves vegyületeket is. A higany(II)-tiocianátot korábban a pirotechnikában használták.
A tiocianát az [OCN]− cianátionnal analóg, a benne szereplő oxigént kénatom helyettesíti. Az [SCN]− pszeudohalogén, reakciói hasonlóságot mutatnak a halogenidionokéval. A tiocianát régebbi neve rodanid volt (a görög rózsa szóból eredően), mivel a vassal vörös színű komplexeket képez. Tiocianát elemi kén vagy tioszulfát cianiddal végbemenő reakciójában keletkezik:
8 CN−  +  S8  →  8 SCN−
CN−  +  S2O2−3  →  SCN−  +  SO2−3
A második reakciót a rodanáz néven ismert szulfotranszferáz enzim katalizálja, ami szerepet játszhat a cianid testben végbemenő méregtelenítési folyamatában.

## Szerkezet, kötés és koordinációs kémia

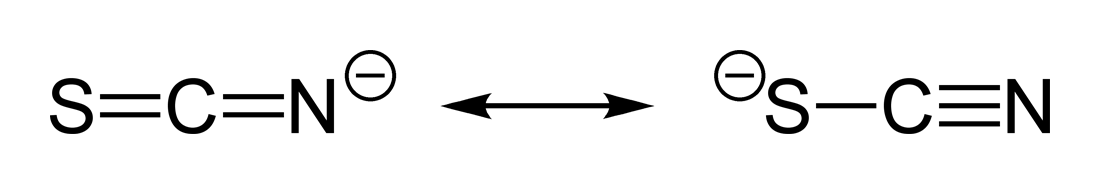
A tiocianátion rezonanciaszerkezetei

A tiocianát negatív töltése körülbelül egyformán oszlik el a kén és nitrogén között. Ennek következtében a tiocianátion mind a kén, mind a nitrogénatom felőli oldala nukleofilként reagálhat, azaz ambidentát ligandum. Az [SCN]− két (M−SCN−M) vagy akár három fématom között is (>SCN− or −SCN<) hidat képezhet. A kísérleti tapasztalatok alapján általában megállapítható, hogy az a osztályú fémionok (hard savak) inkább a tiocianát N atomjához kapcsolódnak, míg a b osztályú fémionok (soft savak) inkább a tiocianát S-atomjához kötődve képeznek tiocianát komplexeket. Esetenként egyéb tényezők, például kinetikai és oldhatósági viszonyok is szerepet játszhatnak, és kötési izoméria léphet fel (például [Co(NH3)5(NCS)]Cl2 és [Co(NH3)5(SCN)]Cl2.

## Szerves tiocianátok
A tiocianátion szerves és átmenetifém származékainak kötési izomerjei is létezhetnek. A tiocianátokban a szerves csoport (vagy fémion) a kénhez kapcsolódik: az R−S−C≡N vegyületben a S−C egyes kötés és C≡N hármas kötés található. Az izotiocianátokban a szubsztituens a nitrégénhez kapcsolódik, az R−N=C=S vegyületben S=C és C=N kettős kötés van:

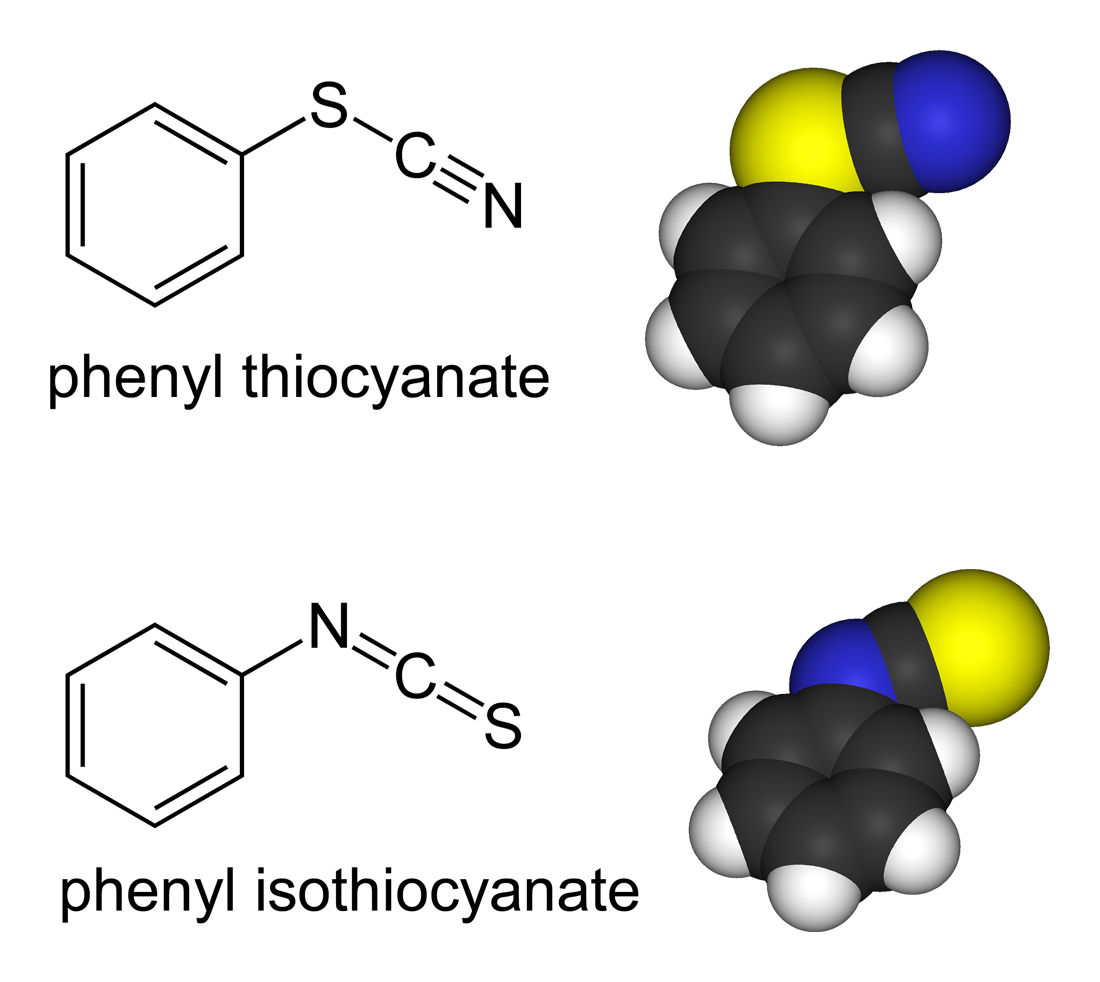
A feniltiocianát és fenilizotiocianát kötési izomerek, bennük eltérő kötések találhatók

A szerves tiocianátok a Riemschneider tiokarbamát szintézis során tiokarbamáttá hidrolizálnak.

## A vas(III) kimutatása
Ha vas (III)-iont (Fe3+) tartalmazó oldathoz [SCN]−-t adunk, vérvörös oldat keletkezik a [Fe(NCS)(H2O)5]2+ képződése miatt.

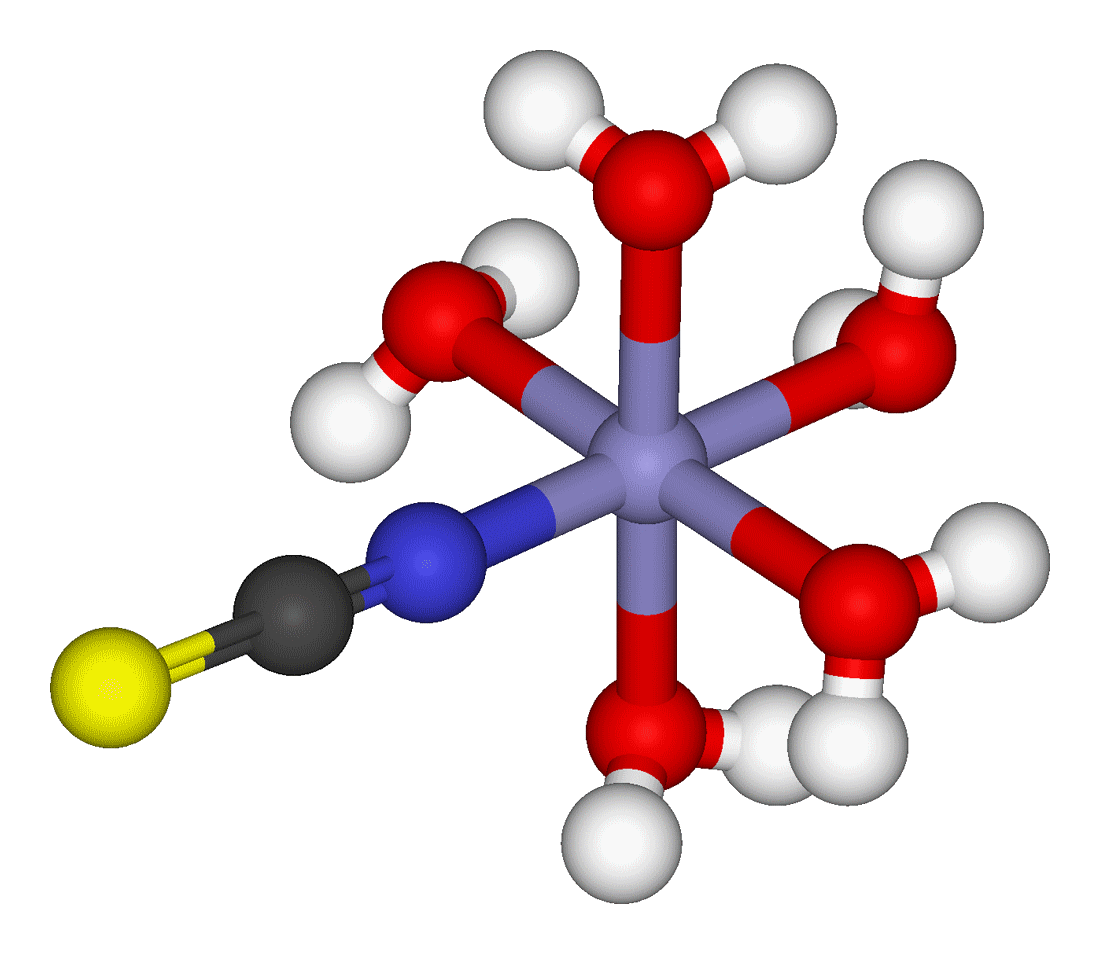
A vérvörös színű pentaakva(tiocianáto-N)vas(III), [Fe(NCS)(H_{2}O)_{5}]^{2+} komplex jelzi, hogy az oldatban Fe^{3+} van jelen

## A tiocianát biokémiája a gyógyászatban
A tiocianátról ismert, hogy fontos része a hipotiocianit laktoperoxidáz által történő bioszintézisének . Emiatt az emberi testben a tiocianát teljes hiányának vagy csökkent mennyiségének (például cisztás fibrózis) nagy jelentősége van az emberi test védelmi rendszerében.

## Fordítás
Ez a szócikk részben vagy egészben a Thiocyanate című angol Wikipédia-szócikk ezen változatának fordításán alapul.  Az eredeti cikk szerkesztőit annak laptörténete sorolja fel. Ez a jelzés csupán a megfogalmazás eredetét és a szerzői jogokat jelzi, nem szolgál a cikkben szereplő információk forrásmegjelöléseként.